# Sisto Riario Sforza
Sisto Riario Sforza (né le 5 décembre 1810 à Naples et mort le 29 septembre 1877 à Naples) est un cardinal italien du XIXe siècle. Il est un neveu du cardinal Tommaso Riario Sforza (1823). Les autres cardinaux de la famille sont Pietro Riario (1471), Raffaele Sansoni Riario (1477) et Alessandro Riario (1578).

## Biographie
Riario est élu évêque d'Aversa et archevêque de Naples en 1845. Le pape Grégoire XVI le crée cardinal lors du consistoire du 19 janvier 1846. Il participe au conclave de 1846, lors duquel Pie IX est élu pape. Il participe au concile de Vatican I en 1869-1870.

### Source
- Fiche du cardinal sur le site fiu.edu